# Marín (apellido)
Marín (o Marin) es un apellido patronímico muy común en diversos países europeos. Pasó a América.

## Historia

### España
Apellido español cuyos linajes están muy repartidos por toda España y cuya etimología procede del nombre personal latino Marinus (marinero, hombre de mar). El apellido deriva del nombre personal Marín popularizado en la Edad Media por varios santos medievales. Parte de los linajes españoles de este apellido derivan del municipio de su nombre situado en Galicia.

#### Sefarad
Varios linajes españoles de este apellido son de origen judeo-sefardita.
Con carácter general, los judíos, que llegaron a la península ibérica antes que los romanos, formaron sus apellidos de la misma forma que el resto de los ciudadanos de la antigua Hispania. Lo que si conservaban eran nombres hebreos que los conversos, que abrazaron el cristianismo para no ser expulsados, hubieron de cambiar por nombres cristianos al ser bautizados.

### Francia
Apellido patronímico francés muy repartido por toda Francia, y muy común sobre todo en Isla de Francia (en París sobre todo), Var y Saboya y con el mismo significado etimológico que el apellido español.

### Italia
Apellido patronímico italiano referido al oficio de marinero, cuyo origen se deriva de grandes comerciantes de Jesolo, una localidad de Venecia, quienes poseían muchos barcos mercantes. Fueron incluidos en la nobleza veneciana en 1279 al finalizar el Gran Interregno. Mismo significado etimológico que los apellidos españoles y franceses.

## Escudos
Cada escudo representa a una rama familiar del apellido cuyos datos de origen suelen constar en la descripción del mismo, por lo que solo los herederos de esa rama familiar pueden disfrutar de dicho blasón.

### España
| Blason à dessiner | El escudo Marín está blasonado así: En campo de plata, tres fajas ondeadas de azur. Madrid y Marquesado de la Frontera. |

| Blason à dessiner | El escudo Marín está blasonado así: Escudo cortado: 1.º, en campo de plata, tres fajas onduladas, de azur, y 2.º, en campo de plata, una banda de gules, acompañada en lo alto y lo bajo de trece bezantes de oro, puestas siete y seis. Cuenca y Galicia. |

| Blason à dessiner | El escudo Marín está blasonado así: En campo de plata, una torre de oro (sic), puesta sobre ondas de azur y plata Este escudo incumple las normas de la heráldica que dicen que no se puede poner metal sobre metal. |

| Blason à dessiner | El escudo Marín está blasonado así: En campo de gules, una cabeza de león de oro, arrancada. Andalucía. |

### Italia
| Blason à dessiner | El escudo Marin está blasonado así: En campo de gules, una faja de plata cargada de una burela de azur, ondeada. Véneto. |

## Compuestos

### España
| Blason à dessiner | El escudo Marín de Alfocea está blasonado así: En campo de oro, un árbol de sinople, frutado de gules. |

| Blason à dessiner | El escudo Marín de Azuara está blasonado así: En campo de gules, una cruz paté, de plata. |

| Blason à dessiner | El escudo Marín de Bernardo está blasonado así: En campo de oro, una cruz flordelisada, de gules. |

| Blason à dessiner | El escudo Marín de Foronda está blasonado así: En campo de plata, una torre de su color natural. |

| Blason à dessiner | El escudo Marín de Hoyo está blasonado así: En campo de oro, una encina de sinople, frutada de gules. |

| Blason à dessiner | El escudo Marín de Juan está blasonado así: En campo de sinople, una torre de oro. |

| Blason à dessiner | El escudo Marín del Páramo está blasonado así: En campo de oro, una águila exployada, de sable. |

| Blason à dessiner | El escudo Marín de la Quintana está blasonado así: En campo de azur, una cruz flordelisada, de plata. |

| Blason à dessiner | El escudo Marín de Rosendi está blasonado así: En campo de oro, un sotuer de gules, cargado de cinco estrellas de oro. |

| Blason à dessiner | El escudo Marín de Vega está blasonado así: En campo de sinople, una banda de gules. Bordura de azur. |